# جيمي بينيدا
جيمي بينيدا (بالإنجليزية: Jamie Pineda)‏ هي مغنية أمريكية، ولدت في 27 سبتمبر 1988 في فال ريفر ميلس في الولايات المتحدة.

## وصلات خارجية
- الموقع الرسمي
- جيمي بينيدا على موقع ميوزك برينز (الإنجليزية)
- جيمي بينيدا على موقع ديسكوغز (الإنجليزية)